# Mario Melanio Medina Salinas
Mario Melanio Medina Salinas (Fernando de la Mora, 22 de outubro de 1939) é um sacerdote e bispo paraguaio de San Juan Bautista de las Misiones.
Foi ordenado sacerdote em 17 de maio de 1970. Em 28 de junho de 1980, foi nomeado pelo Papa João Paulo II bispo de Benjamín Aceval. Foi ordenado bispo em 10 de agosto de 1980 por Joseph Mees; Os co-consagradores foram Synforiano Lucas Rojo O.M.I., Vigário Apostólico de Pilcomayo, e Carlos Milcíades Villalba Aquino, Bispo de San Juan Bautista de las Misiones.
Em 8 de julho de 1997 foi nomeado coadjutor da diocese de San Juan Bautista de las Misiones. Em 22 de julho de 1999, assumiu o cargo de ordinário. Em 16 de fevereiro de 2017, ele se aposentou.